# Baekeland-Manasse-Lederer-Reaktion
Die Baekeland-Manasse-Lederer-Reaktion ist eine Namensreaktion der organischen Chemie, bei der Phenol mit einem Aldehyd zu einem Phenolharz reagiert. Die Reaktion wurde 1872 von dem deutschen Chemiker Johann Friedrich Wilhelm Adolf (seit 1885 Ritter von) Baeyer (* 31. Oktober 1835; † 20. August 1917) entdeckt, in dem er mit seiner Apparatur „Bakelizer“ eine klebrige Substanz synthetisierte, die er „Schmiere“ nannte. Die aktuelle Reaktion wurde unabhängig von Otto Manasse und Leonhard Lederer 1894 erforscht und veröffentlicht. Heute ist das entstehende Produkt als Schellack-Ersatz oder Bakelit bekannt.

## Übersichtsreaktion
Bei der Baekeland-Manasse-Lederer-Reaktion reagieren Phenol und Formaldehyd in einer Kettenreaktion miteinander.

## Reaktionsmechanismus
Im vorgeschlagenen Reaktionsmechanismus wird zunächst ein Formaldehyd-Molekül protoniert und greift anschließend im Sinne einer elektrophilen aromatischen Substitution den aromatischen Ring des Phenols an. Bei über 100 °C folgt eine Dehydratisierung und eine Reaktion mit einem weiteren Phenol-Molekül. Durch anschließender Tautomerie und erneuter Protonierung eines Formaldehyd-Moleküls kann eine erneute Kondensationsreaktion eingeläutet werden und eine Kettenreaktion beginnt.

## Anwendung
Die Baekeland-Manasse-Lederer-Reaktion ist besonders in der Phenolharzsynthese bedeutend.